# Pouf (mode)
Pour les articles homonymes, voir Pouf.

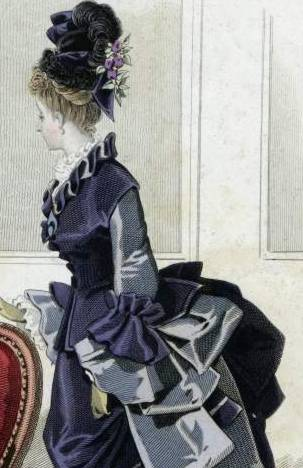
Robe de 1873 avec son pouf à l'arrière

Un pouf est une pièce de tissu accroché à l'arrière de la robe, au niveau des hanches. Cette pièce fut principalement utilisée dans la seconde moitié du XIXe siècle, vers les années 1870 et montre un volume bien supérieur à la tournure également en vogue vers cette époque mais basée elle sur une demi-cage métallique.
Elle peut être composé de plusieurs tissus, agrémenté de pierres ou métaux mais est créée en accord avec le reste de la robe. Son volume peut être fait d'un rembourrage de crin.
Pour sa première collection de haute couture, Christian Lacroix réintroduit le pouf dans la mode et le place sur le devant de la jupe,.